# Lorenzo Arenas Olivos
Lorenzo Arenas Olivos (Santiago de Chile, 4 de septiembre de 1835 - Concepción, 26 de febrero de 1906) fue un sastre y activista por los derechos obreros chileno.

## Biografía
Arenas nació en Santiago, hijo de los inmigrantes peruanos José María Arenas y Josefa Olivos. Vivió varios años en la capital, siendo partícipe de varias acciones solidarias y fundador de algunas sociedades junto a personajes como Francisco Bilbao. Más tarde por motivos laborales y familiares se traslada a la ciudad de Chillán, lugar en donde finaliza sus estudios y contrae matrimonio con Mercedes Ulloa. No tuvo hijos de ese matrimonio pero se encargó de criar los que tenía Ulloa. El 1 de julio de 1873 ingresa a la Logia Masónica N°12, por lo que se traslada a Concepción. Ya asentado en la ciudad, se unió a las causas benéficas existentes y con el paso del tiempo llegó a fundar iniciativas por su cuenta además de ser miembro fundador de la logia masónica Paz y Concordia N°13 en 1884. Gracias a su labor casi filantrópica fue reconocido como el principal benefactor obrero y social. Entre los años 1879 y 1891 fue regidor municipal. Después de ese año se dedica a su oficio   y en asistir a las actividades de las organizaciones benéficas. Fallece en Concepción a los 71 años en 1906.

## Obras
Durante su estancia en la capital fue miembro de algunas sociedades mutualistas como la Unión de Tipógrafos el 18 de septiembre de 1853 junto a Victorino Láinez. Al llegar a Concepción sus actividades aumentan de manera notable, fundando una gran cantidad de sociedades y siendo condecorado por ello. Entre los títulos que se le otorgaron están:
- Miembro fundador y honorario de la Sociedad de Instrucción Primaria.
- Fundador y Presidente de la Sociedad Protectora de Estudiantes Pobres.
- Fundador y benefactor de la Sociedad de Ilustración de la Mujer.
- Fundador y Preseidente Honorario de la Asamblea Radical.
- Fundador y miembro honorario de la Sociedad de Protección Mutua de Sastres.
- Miembro fundador de la Sociedad Liceo de Niñas.[3]
- Venerable Maestro de la Logia Paz y Concordia entre 1885 y 1898.

## Homenajes
En honor a su obra se ha emplazado un monolito en la Avenida Manuel Rodríguez y una placa conmemorativa en la calle Maipú. Un barrio de la ciudad de Concepción fue fundado con su nombre a principios del siglo XX, formando la conurbación que actualmente une las comunas de Concepción y Hualpén. También existe hasta la actualidad la Sociedad de Socorros Mutuos Lorenzo Arenas, una de las sociedades mutualistas más antiguas de Chile, fundada el 18 de junio de 1876 y cuya sede está ubicada en el centro histórico de la ciudad de Concepción.